# Delta magnum
Delta magnum är en stekelart som beskrevs av Vecht 1981. Delta magnum ingår i släktet Delta och familjen Eumenidae. Inga underarter finns listade i Catalogue of Life.